# Challenger de Lima II 2021
El Challenger de Lima II 2021, denominado por razones de patrocinio Lima Challenger Copa Claro 2021, fue un torneo de tenis perteneciente al ATP Challenger Tour 2021 en la categoría Challenger 80. Se trató de la 15.ª edición, el torneo tuvo lugar en la ciudad de Lima (Perú), desde el 25 hasta el 31 de octubre de 2021 sobre pista de tierra batida del Club Terrazas de Miraflores.

## Jugadores participantes del cuadro de individuales
| Favorito | País                 | Jugador                 | Rank1 | Posición en el torneo |
| -------- | -------------------- | ----------------------- | ----- | --------------------- |
| 1        | Bandera de Brasil    | Thiago Monteiro         | 92    | Baja                  |
| 1        | Bandera de Argentina | Juan Manuel Cerúndolo   | 102   | FINAL                 |
| 3        | Bandera de Colombia  | Daniel Elahi Galán      | 107   | Primera ronda         |
| 4        | Bandera de Argentina | Francisco Cerúndolo     | 116   | Baja                  |
| 5        | Bandera de Argentina | Sebastián Báez          | 124   | Baja                  |
| 6        | Bandera de Brasil    | Thiago Seyboth Wild     | 126   | Segunda ronda         |
| 7        | Bandera de Bolivia   | Hugo Dellien            | 128   | Cuartos de final      |
| 8        | Bandera de Perú      | Juan Pablo Varillas     | 129   | Semifinales           |
| 9        | Bandera de Argentina | Tomás Martín Etcheverry | 138   | Cuartos de final      |
| 10       | Bandera de Chile     | Tomás Barrios           | 145   | Cuartos de final      |

- 1 Se ha tomado en cuenta el ranking del 18 de octubre de 2021.

### Otros participantes
Los siguientes jugadores recibieron una invitación (wild card), por lo tanto ingresan directamente al cuadro principal (WC):
- Nicolás Álvarez
- Arklon Huertas del Pino
- Conner Huertas del Pino

Los siguientes jugadores ingresan al cuadro principal tras disputar el cuadro clasificatorio (Q):
- Hernán Casanova
- Alexandar Lazarov
- Jaroslav Pospíšil
- Gonzalo Villanueva

## Campeones

### Individual Masculino
- Nicolás Jarry derrotó en la final a  Juan Manuel Cerúndolo, 6–2, 7–5

### Dobles Masculino
- Sergio Galdós /  Gonçalo Oliveira derrotaron en la final a  Tomás Barrios /  Alejandro Tabilo, 6–2, 2–6, [10–5]